# Comté de Douglas (Nevada)
Pour les articles homonymes, voir Comté de Douglas.
Le comté de Douglas (en anglais : Douglas County) est un comté situé dans l'État du Nevada, aux États-Unis. Le siège du comté est Minden. Selon le recensement de 2020, sa population est de 49 488 habitants.

## Géographie
Le comté a une superficie de 13 010 km2, dont 12 766 km2 est de terre.

### Comtés adjacents
- Carson City (nord)
- Comté de Lyon (est)
- Comté de Mono, Californie (sud-est)
- Comté d'Alpine, Californie (sud)
- Comté d'El Dorado, Californie (ouest)
- Comté de Placer, Californie (nord-ouest)

## Démographie
| Groupe                           | Comté de Douglas | Nevada | États-Unis |
| -------------------------------- | ---------------- | ------ | ---------- |
| Blancs                           | 89,6             | 66,2   | 72,4       |
| Autres                           | 3,2              | 12,0   | 6,2        |
| Métis                            | 3,1              | 4,7    | 2,9        |
| Amérindiens                      | 1,9              | 1,2    | 0,9        |
| Asiatiques                       | 1,5              | 7,2    | 4,8        |
| Noirs                            | 0,4              | 8,1    | 12,6       |
| Océaniens                        | 0,1              | 0,6    | 0,2        |
| Total                            | 100              | 100    | 100        |
| Hispaniques et Latino-Américains | 10,9             | 26,5   | 16,7       |

Selon l'American Community Survey, en 2010, 91,68 % de la population âgée de plus de 5 ans déclare parler l'anglais à la maison, 5,80 % l'espagnol et 2,52 % une autre langue.